# Busola kierunkowa K.M.
Busola kierunkowa K.M. wz. 32 (tzw. Busola Kulwiecia) – busola będąca na wyposażeniu Wojska Polskiego w okresie międzywojennym.
Busolę kierunkową K.M. wz. 32 opracowano w Fabryce Instrumentów Geodezyjnych i Rysunkowych G. Gerlach w Warszawie bazując na pomyśle płk. Mikołaja Kulwiecia.
Busola posiadała dużą i wygodną w użyciu tarczę. Głównymi wadami był brak podziałki i zbyt duża masa (dla porównania tzw. Polski Bezard ważył tylko 95 g). 
Dane techniczne:
- Masa: 200g
- Średnica tarczy: 67 mm
- Wymiary pudełka: 73x75 mm

Instrukcję: "Busola kierunkowa wz. K.M. Opis busoli i użycie" wprowadzono dopiero w roku 1938. W busole Kulwiecia wyposażano głównie oficerów i żołnierzy funkcyjnych.
Busole kierunkowe wz. 32 produkowane były przede wszystkim przez G.Gerlach i  Z. Jaznacki z Warszawy.